# التونا (یوتا)
التونا، یوتا (به انگلیسی: Altonah, Utah) یک منطقهٔ مسکونی در ایالات متحده آمریکا است که در یوتا واقع شده‌است.

## خصوصیات
التونا ۲٬۰۳۳٫۹۶ متر بالاتر از سطح دریا واقع شده‌است.